# Komagataeibacter

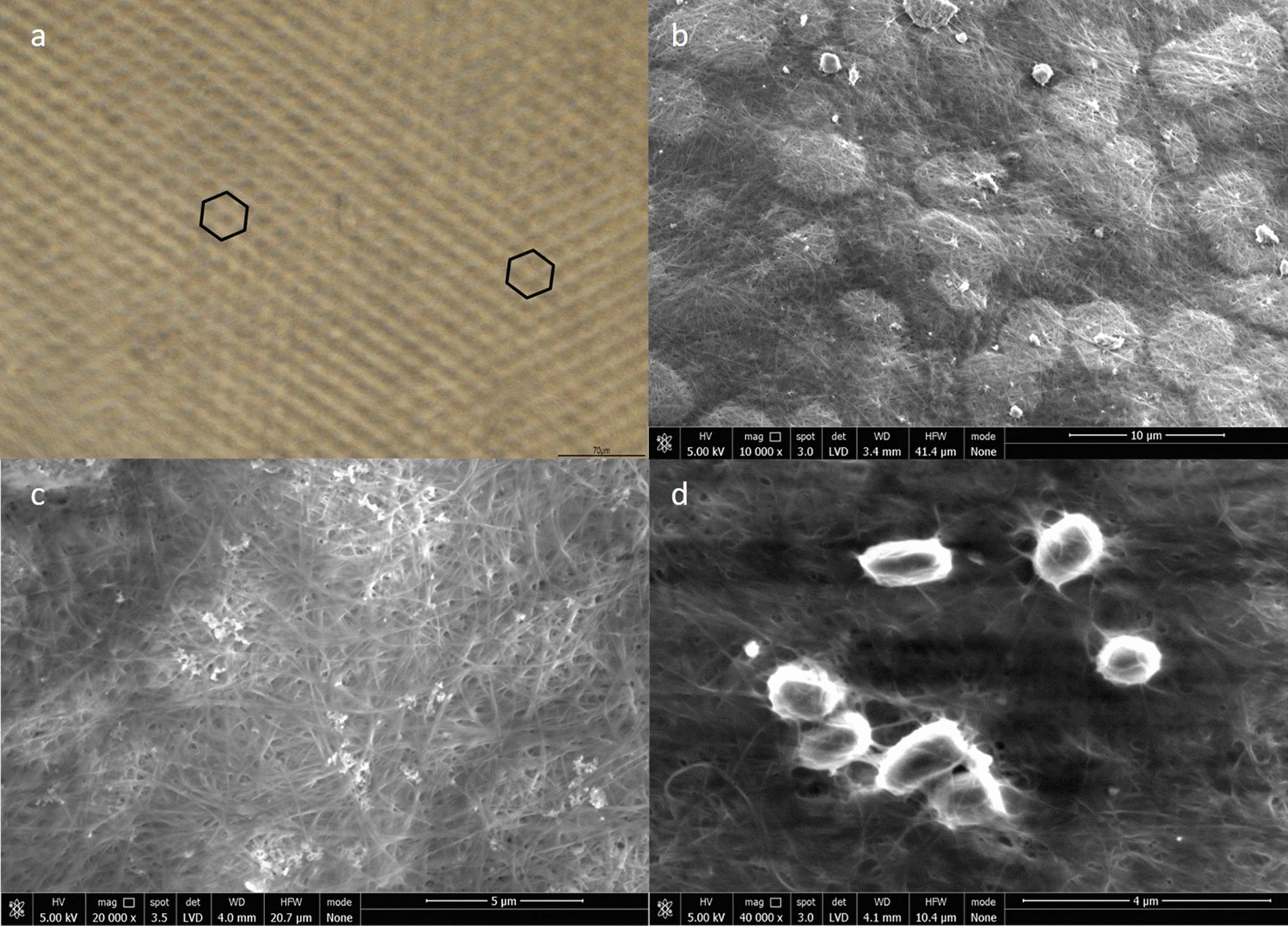
Der bakterielle Cellulose (BC) produzierende Stamm K. sp. K2A8: (a) Hexagonales Mikromuster einer mit Biolithographie hergestellten BC-Oberfläche (b) REM-Bild der oberflächen-mikrostrukturierten BC (c) REM-Aufnahme des mikrostrukturierten BC-Fasernetzes (d) REM-Aufnahme von K2A8 in einem solchen BC-Fasernetz.

Komagataeibacter ist eine Gattung von Essigsäurebakterien aus der Familie Acetobacteraceae, einer Gruppe gramnegativer aerober Bakterien, die während der Gärung Essigsäure produzieren.
Sie wurde 2011/2012 von Yuzo Yamada et al. erstbeschrieben.
Die Typusart ist Komagataeibacter xylinus.

## Beschreibung
Viele Komagataeibacter-Stämme (beispielsweise von der Spezies K. xylinus) sind eine Besonderheit unter den Essigsäurebakterien, da sie in der Lage sind Cellulose zu produzieren. Diese bakterielle Cellulose (BC), manchmal auch als (bakterielle) Nanocellulose (BNC) bezeichnet, ist an der Bildung von Biofilmen beteiligt.
Sie ist zwar chemisch identisch mit pflanzlicher Cellulose, hat aber eine andere physikalische Struktur und damit andere physikalische Eigenschaften.
Sie ist ein widerstandsfähiges Material, das in der Medizin, der Geweberegeneration, bei Textilien, in der Elektronik und in der Biotechnologie im Allgemeinen eine Vielzahl von Verwendungszwecken und Anwendungen findet.

## Kombucha

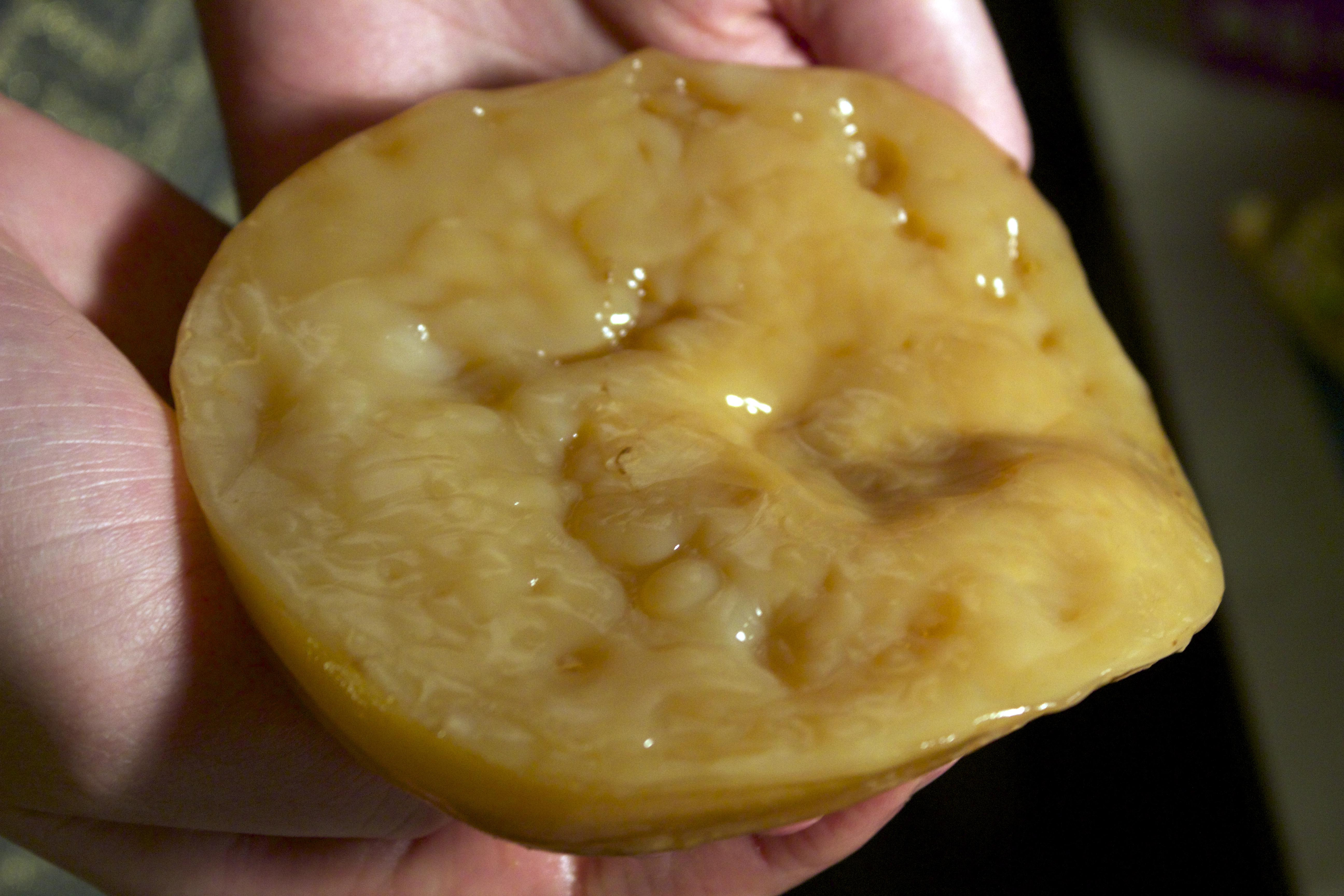
SCOBY-Mischkultur (Kombuchamutter)

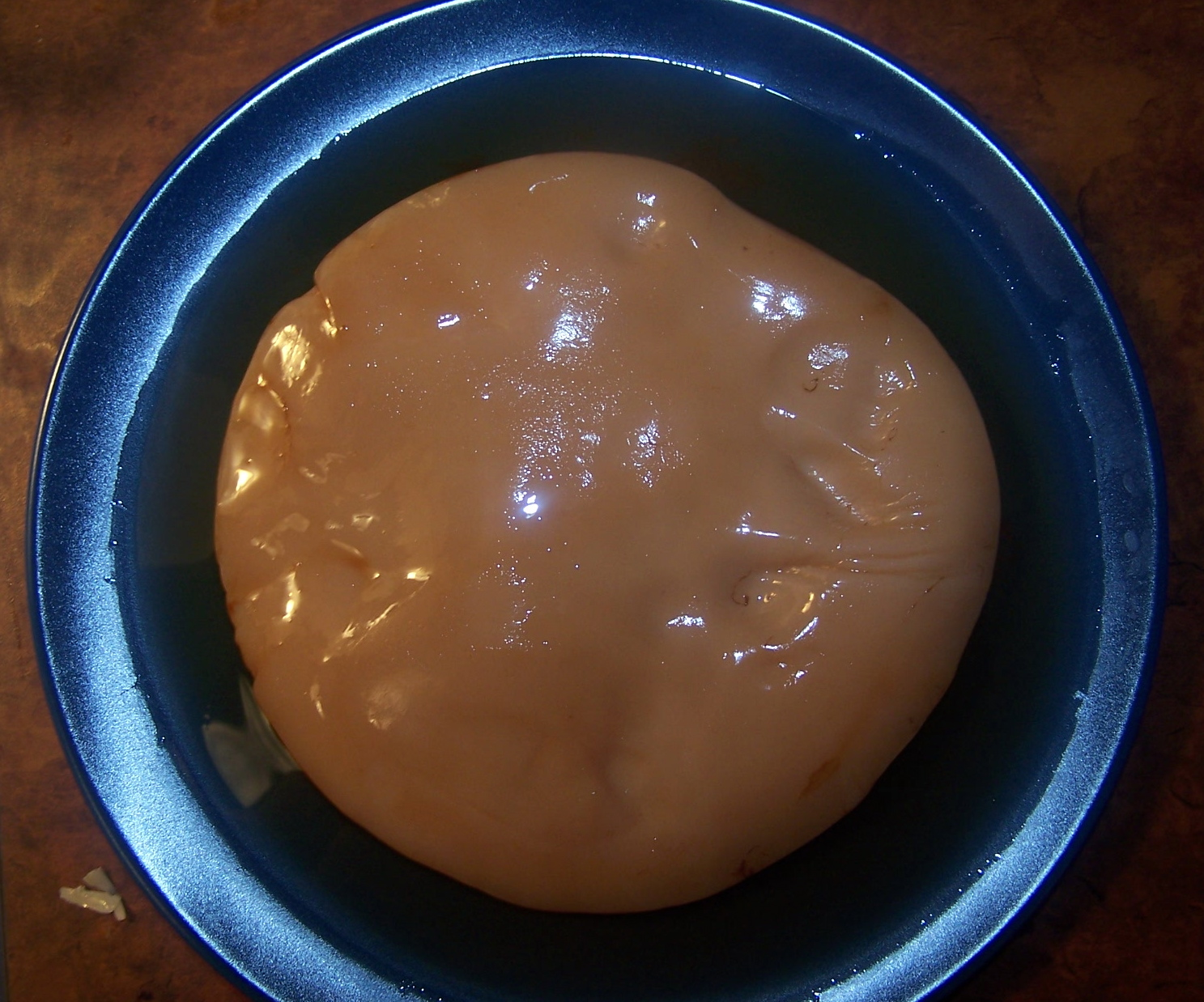
Kombuchamutter

Eine weitere Anwendung ist die Herstellung von Kombucha durch die Fermentierung von gezuckertem Tee mit einer symbiotischen Kultur aus Bakterien und Hefen (Symbiotic Culture of Bacteria and Yeast, SCOBY);
diese Kombucha-Kulturen werden hier auch als mikrobielle Kombucha-Gemeinschaft (Kombucha Microbial Community, KMC) bezeichnet. In ihnen sind unter den Bakterien Komagataeibacter-Arten vorherrschend und produzieren dort Cellulose. Die Masse aus mikrobiellen Kulturen und Cellulose wird analog zur Essigmutter beim Essig auch Kombuchamutter (Kombucha mother) genannt.

## Etymologie
Der Gattungsname Komagataeibacter ehrt den japanischen Mikrobiologen Kazuo Komagata (1928–2022), Professor an der Universität Tokio, für seine Beiträge zur Systematik der Bakterien, insbesondere von Essigsäurebakterien.

## Artenliste

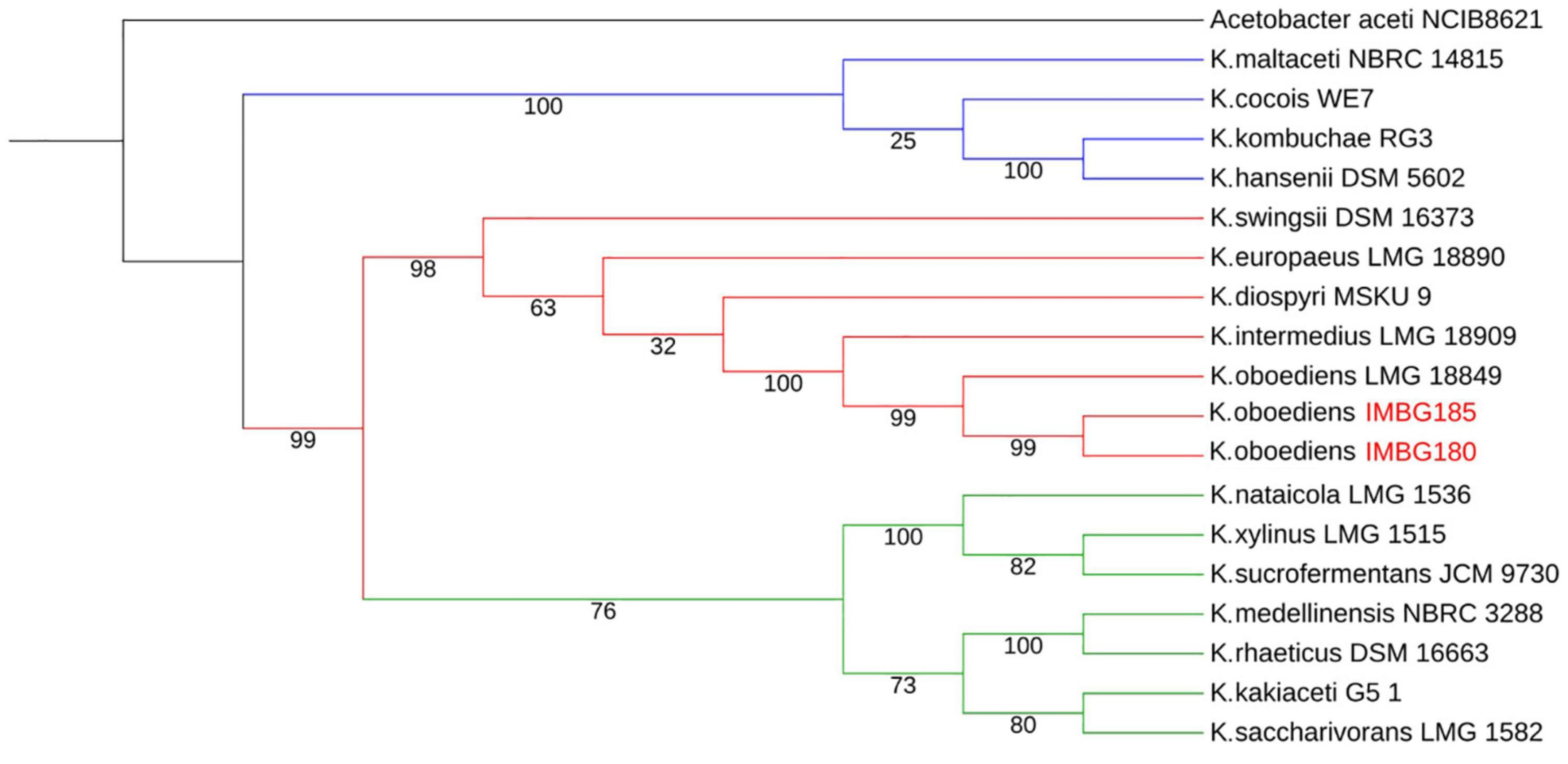
Phylogenetischer Baum der Gattung Komagataeibacter
Klade 1 (blau), Klade 2 (rot+grün), darin Klade 3 (grün) und Klade 4 (rot). Außengruppe: Acetobacter aceti (schwarz).

Synonyme des Gattungsnamens Komagataeibacter Yamada et al. 2013 sind nach der List of Prokaryotic names with Standing in Nomenclature (LPSN):
- „Komagatabacter“ Yamada et al.  2012 (Schreibvariante)[7]
- Novacetimonas Brandão et al. 2022

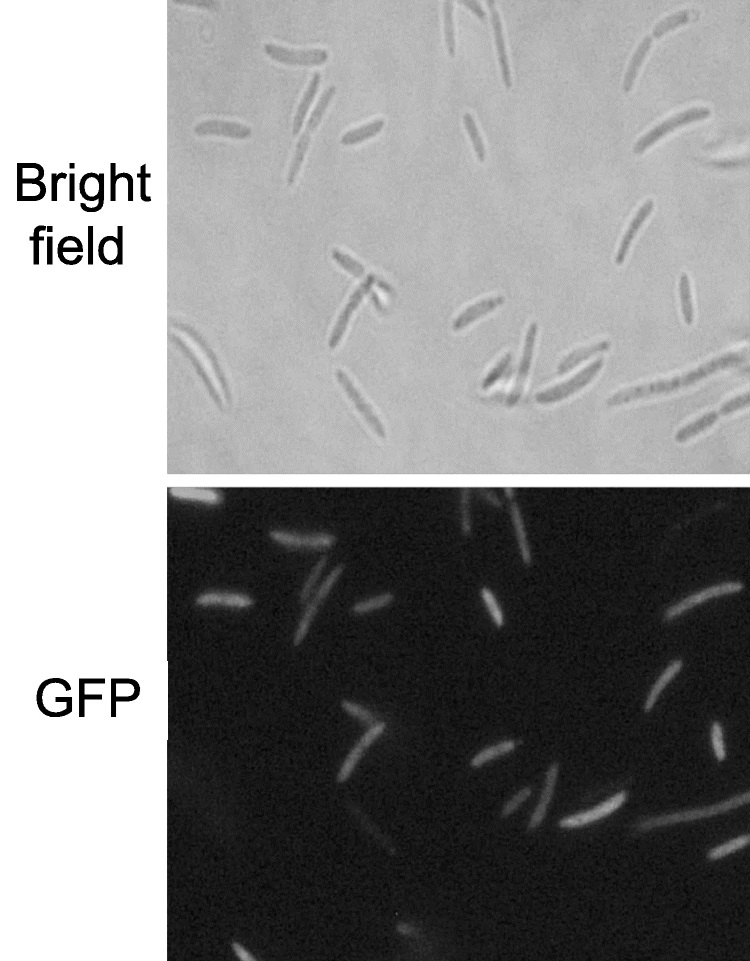
K. hansenii ATCC 23769. Hellfeld (oben), GFP (unten)

Artenliste nach der LPSN – mit einigen Stämmen (wo nicht anders angegeben) nach der Taxonomie des National Center for Biotechnology Information (NCBI), Stand 22. Oktober 2023:
- Komagataeibacter cocois Liu et al. 2018[12]
  - Referenzstamm: WE7 alias CGMCC 1.15338 oder JCM 31140[12]
- Komagataeibacter diospyri Naloka et al. 2020[13]
  - Referenzstamm: MSKU 9[13] alias TBRC:9844 oder NBRC:113802
  - weiterer Stamm: MSKU 15[13]
- Komagataeibacter europaeus (Sievers et al. 1992) Yamada et al. 2013[14]
  - Referenzstamm: DES 11 alias ATCC:51845, DSM:6160 oder BCCM/LMG:18890
  - weitere Stämme: JNP1,[14] LMG 18494,[15] LMG 18890, 5P3 und NBRC 3261
- Komagataeibacter hansenii (Gosselé et al. 1983) Yamada et al. 2013
  - Referenzstamm: M438 alias ATCC:35959, CCUG:18123, CIP:103110, DSM:5602, IFO:14820, JCM:7643, BCCM/LMG:1527, NBRC:14820, NCIMB:8746 oder CGMCC:3917[16]
  - weitere Stämme: ATCC 53582, ATCC 23769[15][17] alias LMG 1524 oder NCIB 8246 oder NBRC 14816,[18] JR-02,[9] JCM 7643, NRIC 0243 und evtl. RG3[A. 1]
- Komagataeibacter intermedius (Boesch et al. 1998) Yamada et al. 2013[19]
  - Referenzstamm: TF2 alias CIP:105780, DSM:11804, JCM:16936 oder BCCM/LMG:18909
  - weitere Stämme: ENS15,[19] AF2,[15] NRIC 0521
- Komagataeibacter kakiaceti (Iino et al. 2012) Yamada 2014[20]
  - Referenzstamm: JCM:25156[15] alias G5-1, BCCM/LMG:26206 oder NRIC:0798[20]
- weiterer Stamm: NBRC 3288
- Komagataeibacter kombuchae (Dutta & Gachhui 2007) Yamada et al. 2013[A. 1]
  - Referenzstamm: RG3 alias LMG 23726 oder MTCC 6913
- Komagataeibacter maltaceti (Slapšak et al. 2013) Yamada 2014[20]
  - Referenzstamm: LMG 1529[21] alias NBRC 14815 oder NCIMB 8752[20]
- Komagataeibacter medellinensis (Castro et al. 2013) Yamada 2014[20]
  - Referenzstamm: Kondo 51 alias BCCM/LMG:1693 oder NBRC:3288[20]
  - weiterer Stamm: NBRC3288[15]
- Komagataeibacter melaceti Marič et al. 2020
  - Referenzstamm: AV382 alias ZIM:B1054, CCM:8958 oder BCCM/LMG:31303
- Komagataeibacter melomenusus Marič et al. 2020
  - Referenzstamm: AV436 alias ZIM:B1056, BCCM/LMG:31304 oder CCM:8959
- Komagataeibacter nataicola (Lisdiyanti et al. 2006) Yamada et al. 2013[15]
  - Referenzstamm: JCM:25120 alias BCCM/LMG:1536 oder NRIC:0616
  - weiterer Stamm: RZS01[15]
- Komagataeibacter oboediens (Sokollek et al. 1998) Yamada et al. 2013[9]
  - Referenzstamm: CIP:105763 alias DSM:11826, JCM:16937, BCCM/LMG:18849 oder LTH:2460
  - weitere Stämme: 174Bp2,[15] MSKU 3, IMBG180, IMBG185,[9] IMabG 314,[22] LMD 29.8, LMG 1689 und DSM 11826
- Komagataeibacter pomaceti Škraban et al. 2019[21]
  - Referenzstamm: BCC 36444 alias JCM:25121, BCCM/LMG:1582 oder NRIC:0614
- Komagataeibacter rhaeticus (Dellaglio et al. 2005) Yamada et al. 2013
  - Referenzstamm: DST GL02 alias DST GL_02, DSM:16663, JCM:17122 oder BCCM/LMG:22126
  - weitere Stämme: ENS9a,[9] AF1[15]
- Komagataeibacter saccharivorans (Lisdiyanti et al. 2006) Yamada et al. 2013
  - Referenzstamm: BCC 36444 alias JCM:25121, BCCM/LMG:1582 oder NRIC:0614
  - weiterer Stamm: CV1[9]
- Komagataeibacter sucrofermentans (Toyosaki et al. 1996) Yamada et al. 2013
  - Referenzstamm: BPR 2001 alias DSM:15973,[3] JCM:9730 oder BCCM/LMG:18788
- Komagataeibacter swingsii (Dellaglio et al. 2005) Yamada et al. 2013
  - Referenzstamm: DST GL01 alias DST GL_01, DSM:16373, JCM:17123 oder BCCM/LMG:22125
- Komagataeibacter xylinus (Brown 1886) Yamada et al. 2013 (Typusart)[A. 2]
  - Referenzstamm: NBRC:15237 alias DSM:6513, NCIMB:11664, BCCM/LMG:1515, CIP:103107, JCM:7644 oder IFO:15237
  - weitere Stämme: LMG 1515, DSM 2325,[23] K1G4, DSM 46590,[3] E25,[24] NBRC 13693 alias JCM 7664, NBRC 15237, CGMCC 2955[25] und NBRC 3288[26]
- Komagataeibacter sp. K2A8[3][27]

## Komagataeibacter xylinus
Komagataeibacter xylinus ist eine Bakterienart, deren Bedeutung vor allem darin liegt, dass sie Cellulose (Bakteriencellulose oder Nanocellulose) produzieren kann.
Der optimale pH-Wert dieser Bakterien liegt bei 5,4 bis 6,3 und die optimale Temperatur für die Kultivierung bei 25 bis 30 °C. Außerhalb dieses pH- und Temperaturbereichs verlangsamt sich das Bakterienwachstum, starke Abweichung kann sogar zum Absterben der Bakterien führen.

### Forschungsgeschichte und Systematik
Die Art (Spezies) wurde erstmals 1886 von Adrian John Brown beschrieben, der das Bakterium bei Untersuchungen zur Fermentation identifizierte. Brown gab der Art den Namen Bacterium xylinum. (Bacterium war ursprünglich einmal eine Gattungsbezeichnung). Seitdem ist die Art unter verschiedenen anderen Namen bekannt, vor allem Acetobacter xylinum und Gluconacetobacter xylinus.
Ihren heutigen Namen erhielt sie 2012 mit der Etablierung der neuen Gattung Komagataeibacter als Typusart der Gattung.

### Genom und Stoffwechsel
Das Genom des Cellulose-defizienten Stammes K. xylinus NBRC 3288 wurde 2011 sequenziert,
gefolgt von den Genomen Zellulose-produzierender Stämme in den Jahren 2014 (Stamm E25) und 2018 (Stamm CGMCC 2955).
Der erste dieser beiden Zellulose-produzierende Stämme (E25) hat ein Genom, das aus einem Chromosom mit 3,4 Megabasenpaaren und fünf Plasmiden besteht, von denen eines ein „Megaplasmid“ mit etwa 330 Kilobasenpaaren ist.
Die Schlüsselgene für die Celluloseproduktion befinden sich im Vier-Gen-Operon bcsABCD, das für die vier Untereinheiten des Enzyms Cellulose-Synthase kodiert. Alle vier Gene sind für eine effiziente Celluloseproduktion in vivo erforderlich, wobei BcsA und BscB in vitro ausreichend sind.
Mehrere andere Gene im Genom von K. xylinus sind ebenfalls an der Celluloseproduktion und -regulierung beteiligt, darunter ein Cellulase-Enzym.

### Bedeutung und Anwendungen

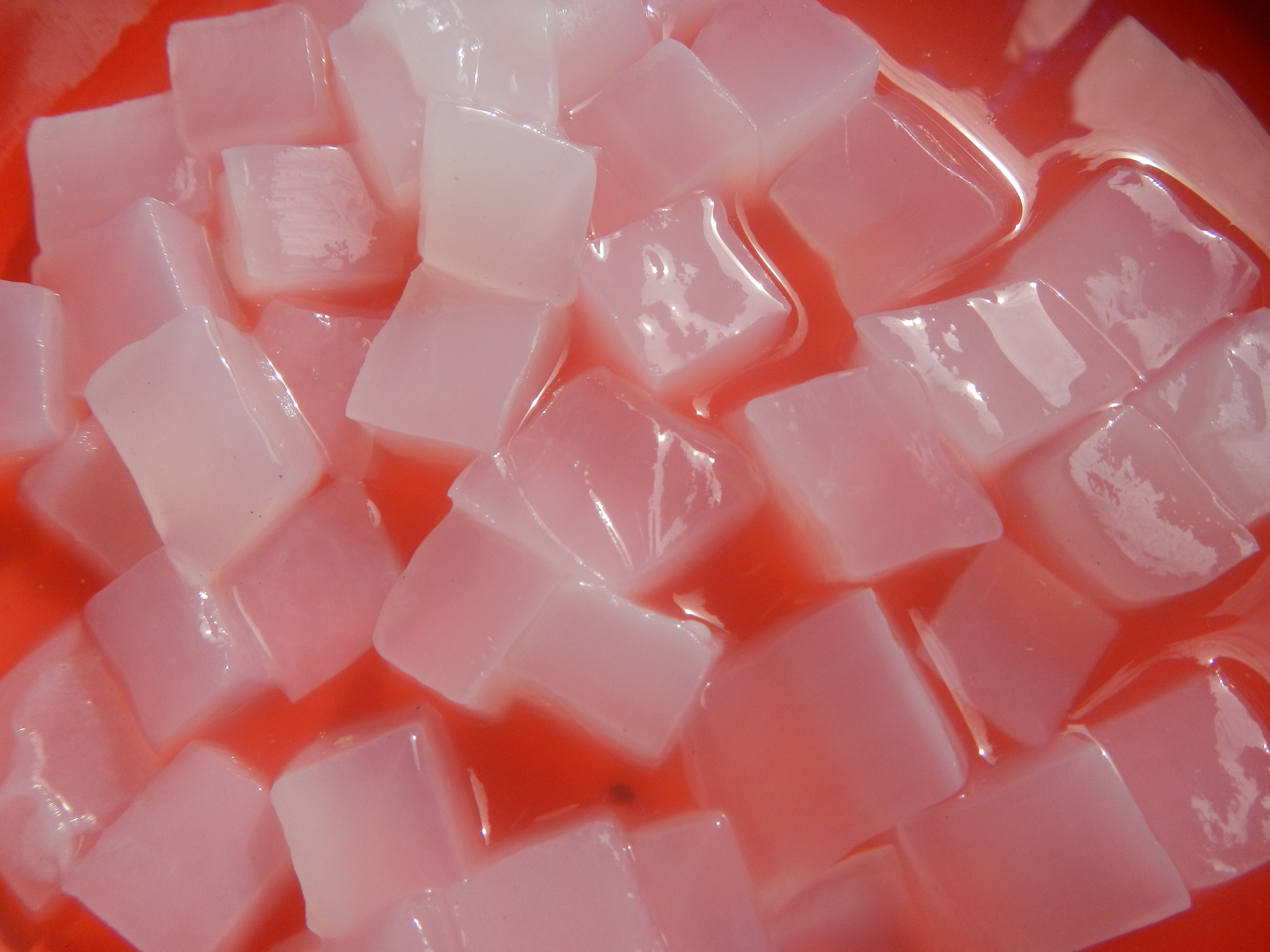
Nata de coco von den Philippinen.

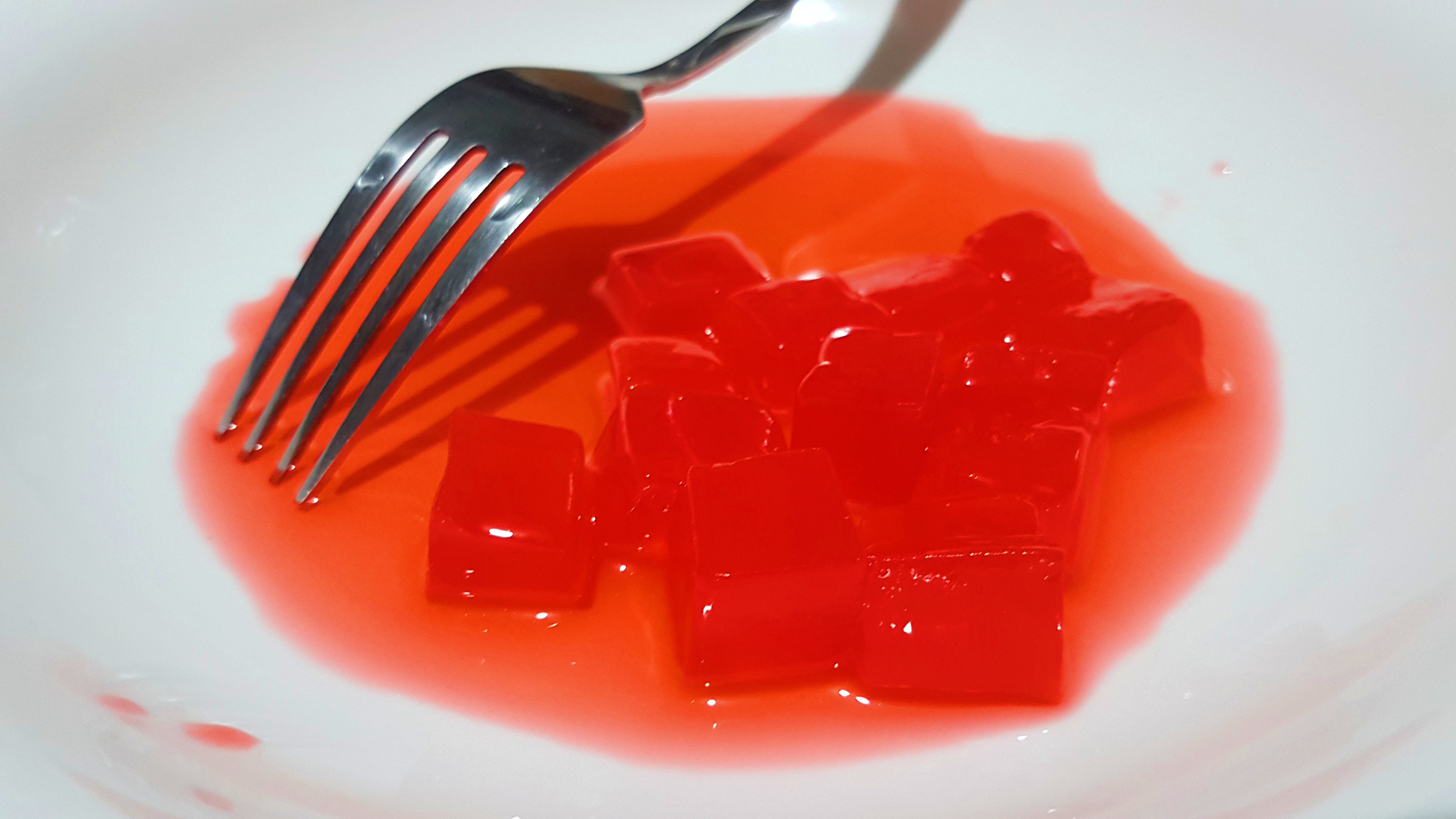
Rote Nata de coco in Sirup.

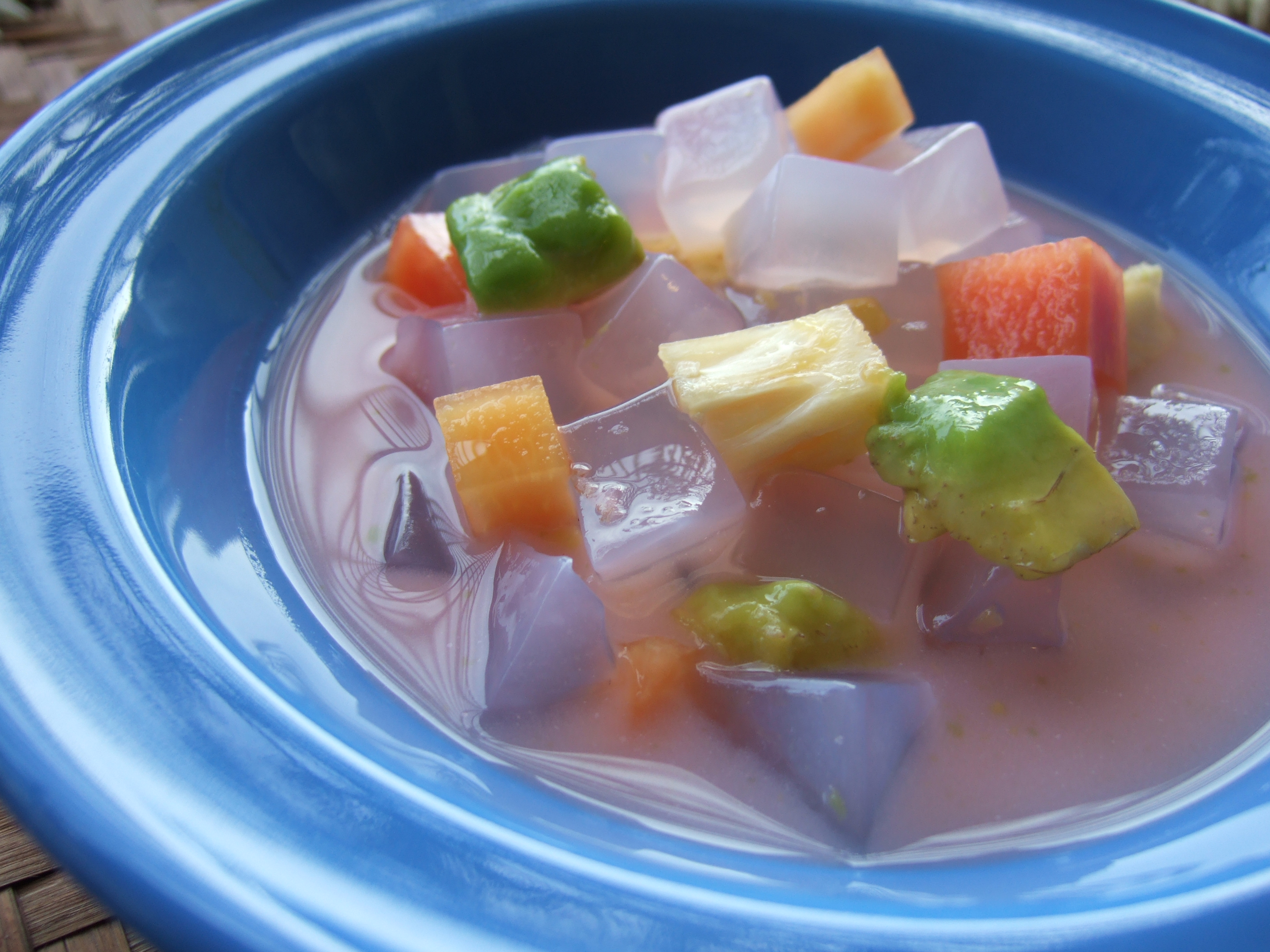
Nata de coco mit Früchten (vgl. „Obstsalat“).

K. xylinus wurde lange Zeit als Modellorganismus für die Untersuchung der Celluloseproduktion in Pflanzen verwendet.
Die Spezies dient ebenfalls zur Untersuchung der bakteriellen Biofilmproduktion, der Zell-Zell-Kommunikation und anderer interessanter Themen.
Die Produktion von bakterieller Cellulose (BC) für industrielle Zwecke ist Gegenstand umfangreicher Forschungsarbeiten, ist jedoch (noch) begrenzt bzgl. Produktivität und Skalierbarkeit begrenzt (Stand 2018).
Eine weitere potenzielle Anwendung für K. xylinus ist die Herstellung von Papier: die Spezies könnte zur Herstellung von starkem Papier ohne Holz verwendet werden. Das in einem energieeffizienten und umweltfreundlichen Verfahren hergestellte Material könnte als alternatives Verpackungsmaterial zum Frischhalten von Lebensmitteln verwendet werden oder für Trinkpäckchen, Lautsprechermembranen, zur Wundversorgung etc. Im Jahr 2007 gewann dieser Vorschlag von Mareike Frensemeier für eine mögliche Anwendung mit dem Titel Bacs den dritten Platz beim Bayerischen MaterialScience VisionWorks Award.
K. xylinus (früher Acetobacter xylinus) ist der wichtigste Mikroorganismus in der Kombucha-Kultur
und wird auf den Philippinen traditionell auch für die Herstellung der geleeartigen Desserts Nata de Piña und Nata de Coco verwendet, die aus Ananassaft respektive Kokosnusswasser hergestellt werden. Die erstere Variante wird bereits seit dem 18. Jahrhundert hergestellt.

## Komagataeibacter hansenii

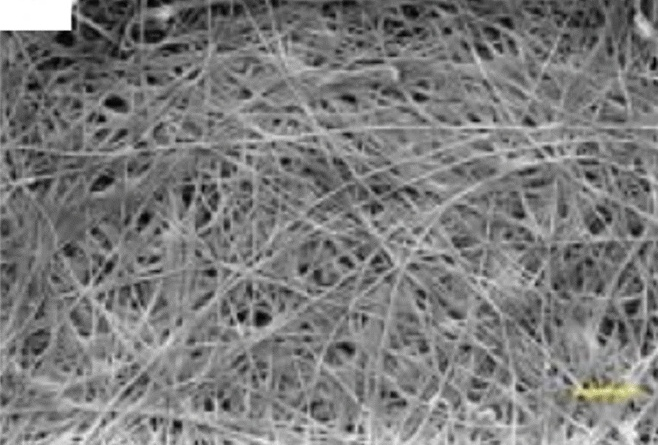
Bakterielles Nanocellulose-Netz (BNC), hergestellt von K. hansenii ATCC 23769.

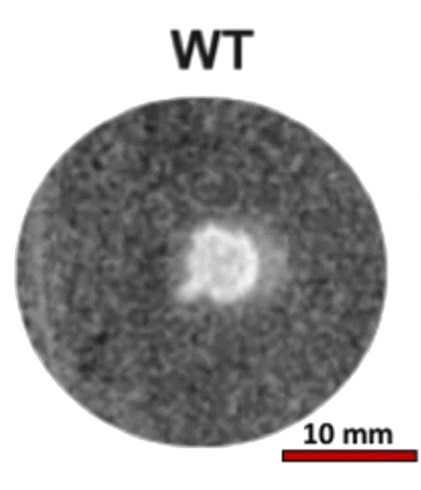
K. hansenii ATCC 2376: vom Wildtyp (WT) gebildete Kolonien, 5. Tag der Inkubation.

Komagataeibacter hansenii ist eine weitere Spezies der Essigsäurebakterien, die als Modellorganismus für die Biosynthese von bakterieller Cellulose dient, der Stamm ATCC 23769 wurde vollständig sequenziert.
Der Stamm CGMCC 3917 von K. hansenii (alias Gluconacetobacter hansenii) kann bakterielle Cellulose produzieren, wobei ihm lediglich Abfälle an Bierhefe als Nahrungsquelle dienen.
In vielen Ländern (insbesondere auch in China) ist die Bierherstellung ein wichtiger Wirtschaftszweig. Dort können entsprechend große Mengen an Bierhefeabfällen (waste beer yeasts, WBY) als Nebenprodukt der Brauereiindustrie anfallen. Diese werden, soweit sie nicht an Vieh und Geflügel verfüttert werden, weggeworfen, was nicht nur zu einer Reihe von Umweltproblemen führt, sondern auch eine enorme Verschwendung von Ressourcen darstellt.
Cellulose ist ein wichtiger Rohstoff mit vielerlei Anwendungen. Dabei zeigt bakterielle gegenüber pflanzlicher Cellulose viele ungewöhnliche physikalisch-chemische und mechanische Besonderheiten. Dazu gehören u. a. eine höhere Reinheit, eine höhere Wasseraufnahme- und -haltekapazität; ein höherer Polymerisationsgrad geht einher mit einer höheren Zugfestigkeit.
Die mikrobiologische Produktion von dieser besonderen Form der Cellulose könnte daher eine neue besonders nützliche Lösung des Entsorgungsproblems der überschüssigen Bierhefeabfälle sein.

## Komagataeibacter nataicola
Komagataeibacter nataicola ist eine Spezies, die reichlich bakterielle Cellulose (BC) produzieren kann und hohe Konzentrationen von Essigsäure toleriert. Das Genom des Cellulose-produzierenden Stammes RZS01 wurde 2017 von Zhang et al. vollständig sequenziert. Es besteht aus einem Chromosom von 3.485.191 bp (Basenpaaren), dazu kommen 6 Plasmide mit 25.766 bp bis 102.282 bp. Es gibt im Genom vorhergesagt 3.609 Offene Leserahmen (open reading frames, ORFs), die für 3.514 Proteine kodieren und drei Cellulose-Synthase-Operons tragen.
Die Spezies findet in Neuseeland (aufgrund ihrer Säureverträglichkeit) Anwendung zur Herstellung von Tamarillo-Essig (Tamarillo Vinegar).

## Komagataeibacter oboediens

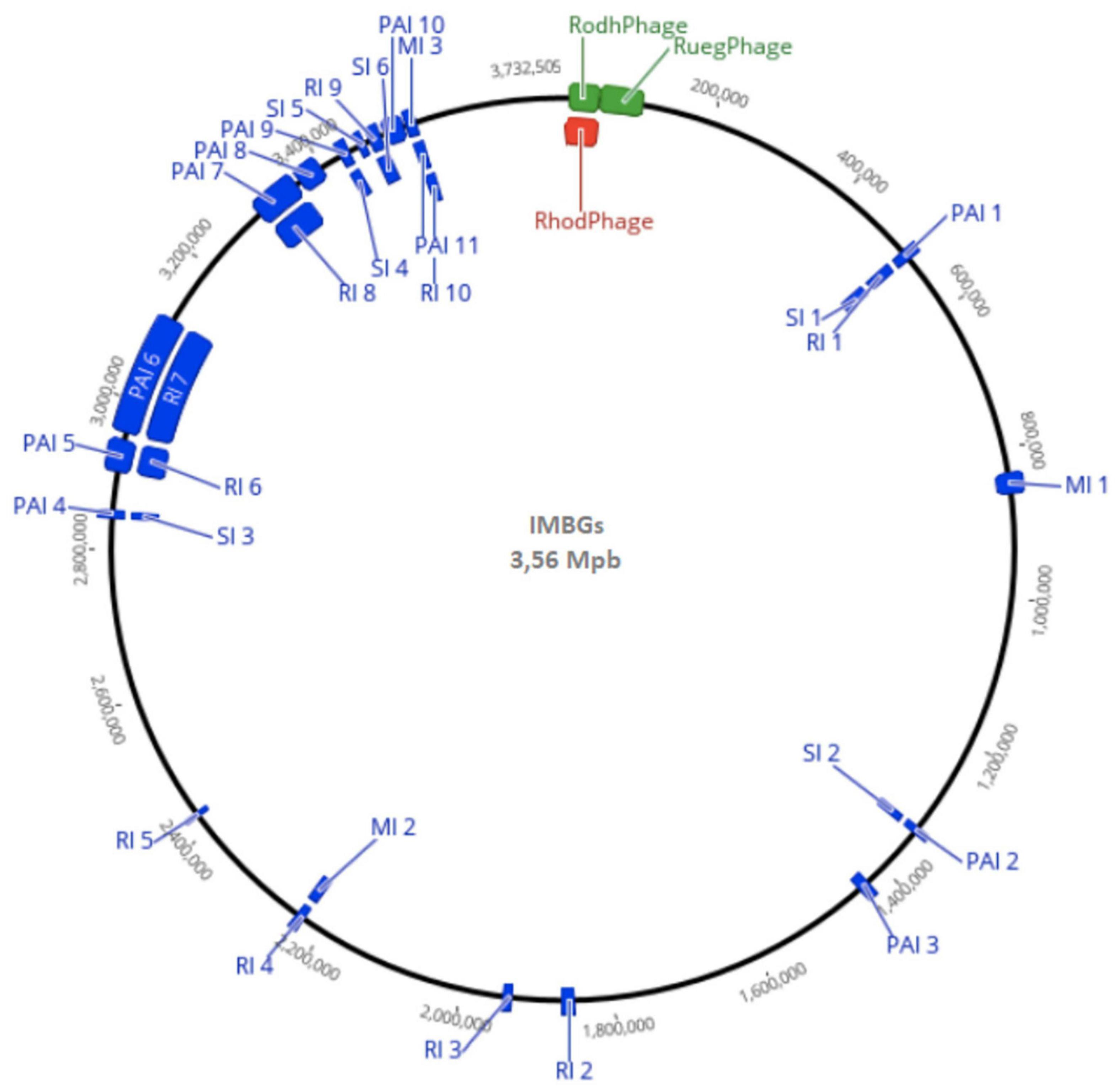
Genomkarte von K. oboediens IMBG180 und IMBG1805 mit den beiden Prophagen:
RhodPhage: „Rhodovulum-Phage RS1“
RuegPhage: „Ruegeria phage DSS3-P1“

Die Spezies Komagataeibacter oboediens scheint unter Bedingungen, wie sie auf dem Mars herrschen, überleben zu können.
In einer 2022 veröffentlichten Studie hatten Daniel Santana de Carvalho et al. untersucht, ob Kombucha-Kulturen unter marsähnlichen Bedingungen überleben können.
Dazu wurde der Cellulose-produzierenden Stamm K. oboediens IMBG180 auf der Internationalen Raumstation ISS marsähnlichen Bedingungen ausgesetzt, insbesondere einer simulierten Marsatmosphäre (Biology and Mars Experiment, BIOMEX). Obwohl die simulierte Marsatmosphäre die mikrobielle Ökologie der Kombucha-Kulturen zerstörte, überlebten die Bakterien von K. oboediens die Prozedur. Dies bestätigte im Jahr 2021 gewonnene Ergebnisse am Stamm IMabG 314.
Um zu erfahren, welche Veränderungen am Genom die unter den extremen Bedingungen ausgesetzten Bakterien erfuhren, wurde das Genom des ursprünglichen Stammes mit der aus der Exposition hervorgegangene und mit IMBG185 bezeichneten Variante verglichen.
Tatsächlich zeigte das Genom von K. oboediens nach Reaktivierung auf der Erde nur geringe Veränderungen.
Es scheint, dass die von den Bakterien produzierte Cellulose ihr Überleben unter den extraterrestrischen Bedingungen ermöglicht hat.
Membranen oder Filme auf Basis bakterieller Cellulose (BC) könnten daher ein geeignetes Biomaterial für den Schutz von Leben in extraterrestrischen Siedlungen sein.
Darüber hinaus ist dies der erste Beleg dafür, dass bakterielle Zellulose ein Biomarker für extraterrestrisches Leben sein könnte.

### Prophagen
Die Genomanalysen der beiden IMBG-Varianten zeigten auch 96 Kandidaten für Prophagen, darunter drei (vielleicht vier) aktive. Diese zeigten Ähnlichkeiten mit folgenden Bakteriophagen:
- „Rhodovulum-Phage RS1“ (Caudoviricetes, vom Morphotyp der Siphoviren)[39][40]
- „Ruegeria-Phage DSS3-P1“ (Casjensviridae, vom Morphotyp der Siphoviren)[41]
- ein nicht näher bezeichneter Streptomyces-Phage

## Komagataeibacter europaeus
Die Art Komagataeibacter europaeus ist eine der am Essigsäuregärungsprozess (acetic acid fermentation, AAF) von traditionellem chinesischem Getreideessig (cereal vinegar, →Reisessig) minder stark vertretene Spezies, deren Wirkung dennoch für das Gesamtergebnis von entscheidender Bedeutung ist.
Diese Fermentation wird erzielt durch is komplexes und vielfältige Ökosystem, an dem mehrere Spezies von Mikroorganismen beteiligt sind, darunter einige mehr und einige weniger verbreitete Arten.
Die Rolle der letzteren bei der Essiggärung war jedoch lange Zeit nicht sehr gut erforscht.
In einer 2021 veröffentlichten Studie untersuchten Ming-Ye Peng et al. solche Mischkulturen mit weniger stark vorhandenen bakteriellen Untergemeinschaften anhand der traditionellen aromatischen Essiggärung der chinesischen Provinz Zhenjiang als Modellsystem.
Die an dieser Fermentation weniger stark vertretenen Vertreter – wie K. europaeus – reagierten empfindlich auf Veränderungen der Umwelt, insbesondere des Zuckergehalts und der Gesamtsäurekonzentration, spielten jedoch insgesamt eine grundlegende Rolle für die Stabilität des gesamten mikrobiellen Netzwerks. Dies zeigte  ihre Bedeutung für die metabolische Funktion und die Widerstandsfähigkeit der untersuchten mikrobiellen Gemeinschaft hindeutet, weshalb diesen eine wichtige ökologische Rolle in der Produktion traditioneller fermentierter Lebensmitteln zukommt.
In der Studie wurde untersucht, wie der untersuchte Fermentierungsprozess durch Bioaugmentation von K. europaeus JNP1 die Fermentierung optimiert werden kann.
Die Studie unterstreicht die Bedeutung auch weniger stark vertretener Arten als bakterielle Keimbank (seed bank), um die biologische Vielfalt der Essigmikrobiota zu erhalten.